# Interlletratge

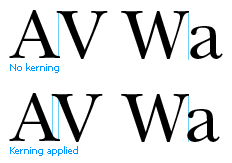
Amb l'interlletratge s'acosten la A i la V, la W i la a...

L'interlletratge en tipografia és la gestió de la interlletra o l'espai entre dues lletres, per tal de donar un equilibri visual a un text. Pot consistir a augmentar o en minvar l'espai. De vegades s'utilitzen els sinònims angleses kerning o tracking.
En la composició amb tipus d'impremta, l'interlletratge es pot aconseguir de diverses maneres. L'ull (la part amb relleu que té la forma de la lletra) pot sobresortir lateralment del tipus, fet que permet superposar-la a l'adjacent, aquesta part que sobresurt s'anomena volat. També es podien afegir peces addicionals per ajustar la separació fins i tot llimar el tipus per apropar-lo.
A l'entorn de la monotípia, es podien fondre lletres de diferents amples, cosa que permetia un ajustament relativament simple i precís de la interlletra.